# Mot voyageur
Pour les articles homonymes, voir Mot (homonymie).
Un mot voyageur, parfois désigné sous le terme allemand de Wanderwort (« mot migrant », généralement capitalisé selon la pratique allemande), est un mot qui s'est répandu comme emprunt dans de nombreuses langues et cultures, y compris celles qui sont éloignées les unes des autres. Les mots voyageurs sont des curiosités en linguistique historique et en sociolinguistique, et dans le cadre d'une étude plus large du contact linguistique. Après un certain temps, il peut être très difficile d'établir quelle est la famille linguistique d'origine du mot voyageur, et quelle est celle qui l'a emprunté.
Souvent, les mots voyageurs se propagent à travers les réseaux commerciaux, parfois pour décrire une plante, un animal ou un aliment jusqu’alors inconnu de la société receveuse.

## Exemples
Des exemples typiques de mots voyageurs sont ceux désignant le cannabis, le sucre, le gingembre, le cuivre, l'argent, le cumin, la menthe, le vin, et le miel — certains remontent au commerce de l'Âge du bronze.

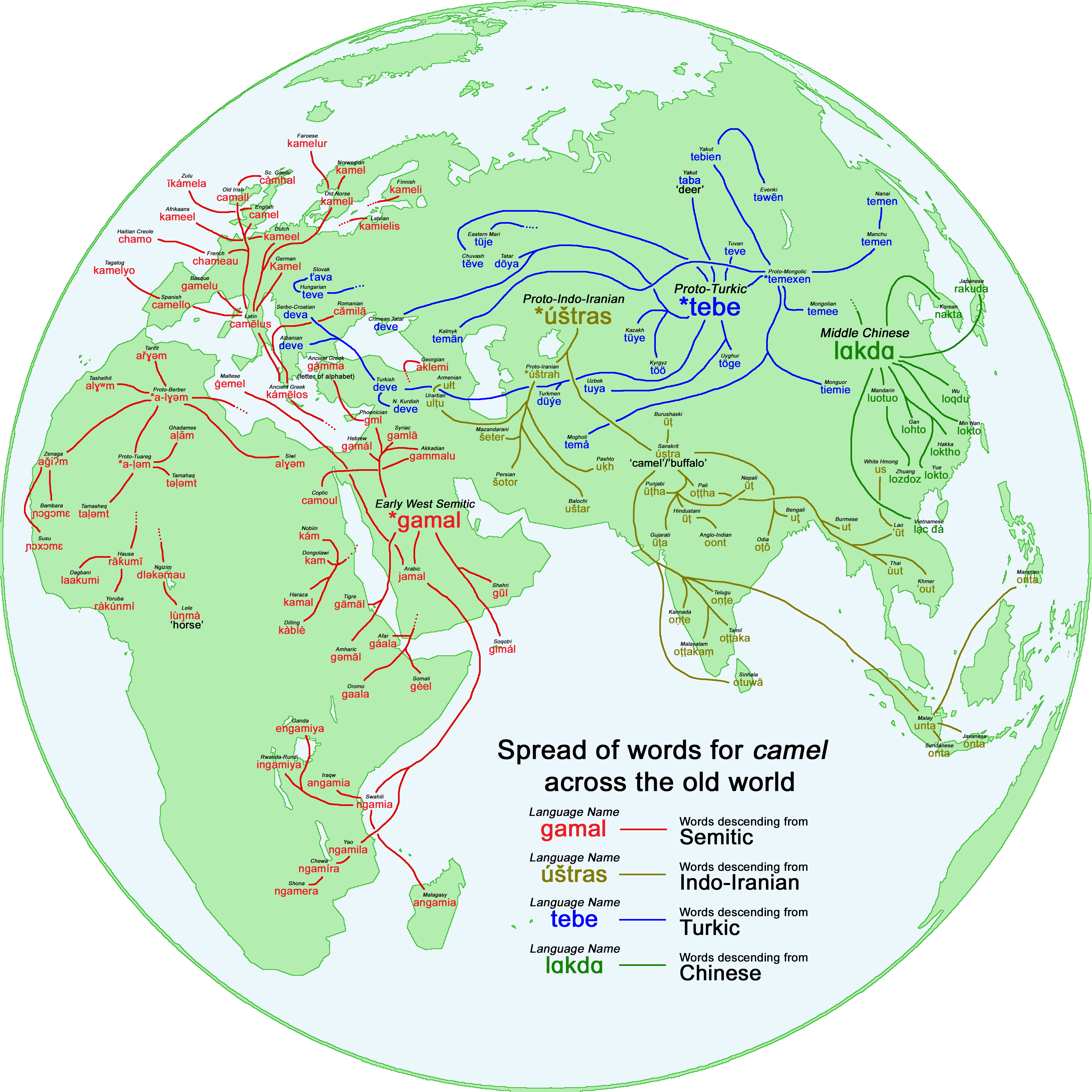
Trajet de quatre mots voyageurs désignant le chameau. De nombreux emprunts ont permis de véhiculer les désignations sémitique, turque, indo-iranienne et chinoise du chameau dans toute l'Afrique et l'Eurasie. Carte établie par Yaldi5.

Le thé, avec sa variante continentale eurasienne chai, est un exemple dont la diffusion s'est produite relativement tard dans l'histoire de l'humanité et est donc assez bien comprise : le nom du thé vient du Hokkien 茶tê ; il s'est ensuite répondu par voie terrestre et maritime.
Le nom du chocolat et de la tomate proviennent tous deux du nahuatl classique via l'espagnol.
Farang, terme dérivé de l'ethnonyme Franc via l'arabe et le persan, fait référence aux étrangers (généralement blancs, européens). Ce mot a été emprunté par de nombreuses langues parlées sur ou à proximité de l'océan Indien, notamment l'hindi, le thaï et l'amharique, entre autres.
Kangourou vient du mot Guugu Yimithirr désignant le kangourou gris de l'Est ; il est entré en anglais grâce aux archives de l'expédition de James Cook de 1770 et via l'anglais dans les langues du monde entier.
Le nom de l'orange est originaire d'une langue dravidienne (probablement le tamoul, le télougou ou le malayalam) et est entré en français via le sanskrit, le persan, l'arménien, l'arabe, et l'italien. 
Les noms du cheval, dans de nombreuses langues eurasiennes, semblent être liés ; voyez le mongol морь, le mandchou ᠮᠣᡵᡳ (morin), le coréen 말 (mal), le japonais 馬 (uma), et le thaï ม้า (máː) ; ainsi que dans les langues sino-tibétaines le mandarin 馬 (mǎ) et le tibétain རྨང (rmang). Il est présent dans plusieurs langues celtiques et germaniques, d'où marc irlandais et l'anglais mare,.